# Lepidostoma etnieri
Lepidostoma etnieri är en nattsländeart som beskrevs av Weaver 1988. Lepidostoma etnieri ingår i släktet Lepidostoma och familjen kantrörsnattsländor. Inga underarter finns listade i Catalogue of Life.